# الانتخابات العامة الغانية 2016
أجريت الانتخابات العامة في غانا في 7 ديسمبر 2016 لانتخاب الرئيس وأعضاء البرلمان. كان من المقرر أصلاً إجراؤها في 7 نوفمبر 2016، ولكن رُفض ذلك التاريخ لاحقًا من قبل البرلمان. انتخب وزير الخارجية السابق نانا أكوفو - أدو من الحزب الوطني الجديد المعارض رئيسا في محاولته الثالثة، وهُزم الرئيس الحالي جون ماهاما من حزب المؤتمر الوطني الديمقراطي.
جرى إعلان نتائج الانتخابات في 9 ديسمبر 2016 بسبب تأجيل التصويت في منطقتين. في الساعة 19:51 بالتوقيت المحلي، دعا ماهاما أكوفو أدو للاعتراف بالهزيمة. في الساعة 20:45، أعلنت اللجنة الانتخابية أن أكوفو أدو قد هزم ماهاما في أول جولة. كانت هذه هي المرة الأولى في تاريخ غانا التي يُهزم فيها رئيس حالي لإعادة انتخابه.

## النظام الانتخابي
يُنتخب الرئيس باستخدام نظام الدورتين، في حين يجري انتخاب 275 عضوًا في البرلمان في دوائر انتخابية ذات عضو واحد باستخدام تصويت الفوز للأكثر أصواتًا.
يجب أن يكون الناخبون المؤهلون مواطنين غانيين يبلغون من العمر 18 عامًا أو أكثر. يجب أن يكون المرشحون البرلمانيون مواطنين غانيين يبلغون من العمر 21 عامًا على الأقل، وإما أن يكونوا مقيمين في دائرتهم الانتخابية أو عاشوا هناك لمدة خمس سنوات على الأقل من السنوات العشر السابقة للانتخابات.

## الحملة الانتخابية

### المرشحون للرئاسة
تقدم أكثر من 16 شخصًا إلى لجنة الانتخابات للترشح للرئاسة. ومع ذلك، تم استبعاد 13 مرشحًا رئاسيًا بسبب إجراءات التقديم غير الصحيحة. وكان من بين المرشحين غير المؤهلين السيدة الأولى السابقة نانا كونادو أجيمان رولينغز، رئيسة الحزب الوطني الديمقراطي. كان هناك بعض الجدل بسبب مزاعم استبعاد المرشحين لأسباب سياسية. ونفت مفوضية الانتخابات جميع الاتهامات. بعد الاستبعاد بقي أربعة مرشحين فقط للرئاسة. ولكن قام المرشح الرئاسي عن حزب الشعب التقدمي (PPP) با كويسي ندوم برفع دعوى امام المحكمة بسبب استبعاده، وحكمت المحكمة في النهاية لصالحه، وسمحت له بالانضمام إلى السباق. وحذا حذوه اثنان من المرشحين الآخرين اللذين تم استبعادهما، مما أدى إلى وجود سبعة مرشحين.
كان إيفور جرينستريت من حزب المؤتمر الشعبي أول مرشح من ذوي الاحتياجات الخاصة يخوض الانتخابات الرئاسية.
| الحزب                     | مرشح للرئاسة               | المرافق             |
| ------------------------- | -------------------------- | ------------------- |
| المؤتمر الوطني الديمقراطي | جون دراماني ماهاما         | كويسي أميسة آرثر    |
| حزب المؤتمر الشعبي        | ايفور جرينستريت            | جابي نسيح نكيتيا    |
| الحزب الوطني الجديد       | نانا أكوفو أدو             | مامودو باوميا       |
| حزب الشعب التقدمي         | با كويسي ندوم              | بريجيت دزوجبينوكو   |
| المؤتمر الشعبي الوطني     | إدوارد ماهاما              | إيمانويل أنيدوهو    |
| الحزب الوطني الديمقراطي   | نانا كونادو أجيمان رولينغز | كوجو مينساه سوسو    |
| مرشح مستقل                | يعقوب أوسي يبوح            | دانيال ويلسون تورتو |

كان شاغل المنصب جون ماهاما مؤهلاً لولاية ثانية كاملة منذ أن صعد إلى الرئاسة بعد انتهاء أكثر من نصف فترة سلفه ونائبه، جون أتا ميلز.

### المرشحون البرلمانيون
تنافس ما مجموعه 1144 مرشحا على 275 مقعدا في البرلمان. قدم كل من حزبي NDC وNPP قوائم كاملة من 275 مرشحًا، في حين قدم حزب CPP (222 مرشحًا) وحزب PPP (163) وهما الحزبين الآخرين الوحيدين اللذين يتنافسان في أكثر من نصف المقاعد. رشح PNC 64 مرشحًا، وحزب NDP 33، و20 من حزب APC، و10 من حزب GCPP، وترشح 6 من حزب UFP، بينما رشح كلا من DPP وUPP مرشحًا واحدًا فقط. المرشحين الـ 74 الآخرين كانوا من المستقلين.

## استطلاعات الرأي

### رئاسي
| مصدر الاستطلاع   | تاريخ          | حجم العينة | غير محدد | ماهاما NDC | أكوفو أدو NPP | با كويسي ندوم PPP | ايفور جرينستريت CPP | المرشحون الآخرون | ملاحظات         |
| ---------------- | -------------- | ---------- | -------- | ---------- | ------------- | ----------------- | ------------------- | ---------------- | --------------- |
| مصدر الاستطلاع   | تاريخ          | حجم العينة | غير محدد |            |               |                   |                     | المرشحون الآخرون | ملاحظات         |
| ريستارت الدولية  | 5 ديسمبر 2016  | 2000       |          | 54.7٪      | 43.7٪         |                   |                     |                  |                 |
| بن ايفسون        | 28 نوفمبر 2016 | غير متاح   |          | 52.4٪      | 45.9٪         | 1.7٪              | 1.7٪                | 1.7٪             | 2٪ هامش الخطأ   |
| بن ايفسون        | أكتوبر 2016    | غير متاح   |          | 50.8٪      | 47.5٪         | 1.7٪              | 1.7٪                | 1.7٪             | 2٪ هامش الخطأ   |
| جودمان ايه ام سي | أغسطس 2016     | 2،184      | غير متاح | 48٪        | 45٪           | 7٪                | 0٪                  |                  | 2.1٪ هامش الخطأ |
| جودمان ايه ام سي | يونيو 2016     | 1،644      | غير متاح | 44٪        | 49٪           | 6٪                | 1٪                  |                  | 2.3٪ هامش الخطأ |
| جودمان ايه ام سي | أبريل 2016     | 1،216      | غير متاح | 32٪        | 65٪           | 3٪                | 0٪                  |                  |                 |

## النتائج

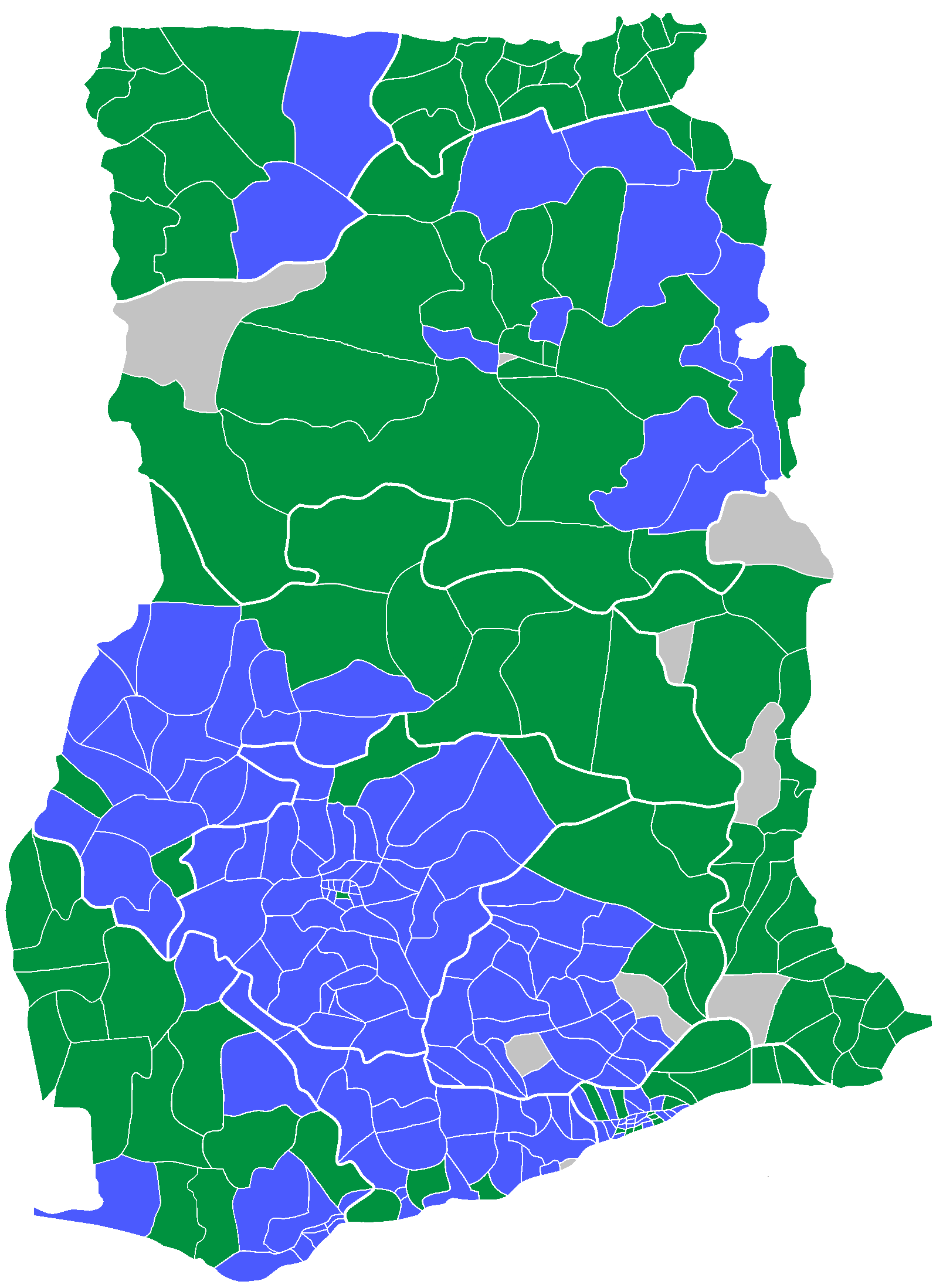
الفوز في الدوائر الانتخابية
■ - نانا أكوفو أدو
■ - جون دراماني ماهاما

### رئيس
| المرشح                       | المرافق              | الحزب                        | الأصوات    | النسبة                     |
| ---------------------------- | -------------------- | ---------------------------- | ---------- | -------------------------- |
| Nana Akufo-Addo              | Mahamudu Bawumia     | New Patriotic Party          | 5,755,758  | 53.72                      |
| John Dramani Mahama          | Kwesi Amissah-Arthur | National Democratic Congress | 4,771,188  | 44.53                      |
| Paa Kwesi Nduom              | Brigitte Dzogbenuku  | Progressive People's Party   | 106,092    | 0.99                       |
| Ivor Greenstreet             | Gabby Nsiah Nketiah  | Convention People's Party    | 25,552     | 0.24                       |
| Edward Mahama                | Emmanuel Anyidoho    | People's National Convention | 22,214     | 0.21                       |
| Nana Konadu Agyeman Rawlings | Kojo Mensah Sosu     | National Democratic Party    | 16,935     | 0.16                       |
| Jacob Osei Yeboah            | Daniel Wilson Torto  | Independent                  | 15,911     | 0.15                       |
| إجمالي                       |                      |                              | 10,713,650 | 100.00                     |
| أصوات صحيحة                  |                      |                              | 10,713,650 | 98.46                      |
| أصوات باطلة                  |                      |                              | 167,349    | 1.54                       |
| إجمالي الأصوات               |                      |                              | 10,880,999 | 100.00                     |
| الناخبين المسجلين            |                      |                              | 15,712,499 | 69.25                      |
| المصدر:                      |                      |                              |            | Electoral Commission Ghana |

#### حسب المنطقة
| منطقة                             |                          |                          |                              |                              |
| --------------------------------- | ------------------------ | ------------------------ | ---------------------------- | ---------------------------- |
| منطقة                             |                          |                          |                              |                              |
| منطقة                             | نانا أكوفو أدو </br> NPP | نانا أكوفو أدو </br> NPP | جون دراماني ماهاما </br> NDC | جون دراماني ماهاما </br> NDC |
| منطقة                             | الأصوات                  | ٪                        | الأصوات                      | ٪                            |
| أشانتي                            | 1،640،694                | 75.98                    | 503497                       | 23.32                        |
| برونج أهافو                       | 531،147                  | 53.87                    | 422789                       | 44.91                        |
| وسط                               | 496668                   | 53.22                    | 405262                       | 43.43                        |
| الشرقية                           | 674،240                  | 63.30                    | 379675                       | 35.65                        |
| أكرا الكبرى                       | 1،062،157                | 52.42                    | 946،048                      | 46.69                        |
| شمالي                             | 429375                   | 41.89                    | 569853                       | 55.59                        |
| الشرق الأعلى                      | 157398                   | 34.93                    | 271796                       | 60.32                        |
| الغرب الأعلى                      | 102،843                  | 35.94                    | 167.032                      | 58.37                        |
| فولتا                             | 135.077                  | 17.38                    | 629398                       | 80.97                        |
| الغربي                            | 526159                   | 52.38                    | 455838                       | 45.38                        |
| المصدر: مفوضية الانتخابات في غانا |                          |                          |                              |                              |

### البرلمان
| الحزب                            | الأصوات    | النسبة            | المقاعد | +/– |
| -------------------------------- | ---------- | ----------------- | ------- | --- |
| New Patriotic Party              | 5,661,248  | 52.48             | 169     | +47 |
| National Democratic Congress     | 4,560,491  | 42.28             | 106     | –42 |
| Progressive People's Party       | 186,741    | 1.73              | 0       | 0   |
| Convention People's Party        | 69,346     | 0.64              | 0       | –1  |
| People's National Convention     | 42,236     | 0.39              | 0       | –1  |
| National Democratic Party        | 19,450     | 0.18              | 0       | 0   |
| All People's Congress            | 2,527      | 0.02              | 0       | New |
| Great Consolidated Popular Party | 1,368      | 0.01              | 0       | 0   |
| United Front Party               | 896        | 0.01              | 0       | 0   |
| Democratic People's Party        | 867        | 0.01              | 0       | 0   |
| United Progressive Party         | 430        | 0.00              | 0       | New |
| Independents                     | 241,884    | 2.24              | 0       | –3  |
| إجمالي                           | 10,787,484 | 100.00            | 275     | 0   |
| أصوات صحيحة                      | 10,787,484 | 98.98             |         |     |
| أصوات باطلة                      | 111,137    | 1.02              |         |     |
| إجمالي أصوات                     | 10,898,621 | 100.00            |         |     |
| الناخبين المسجلين                | 15,639,690 | 69.69             |         |     |
| المصدر:                          |            | Election Passport |         |     |